# محمود المرضي
محمود نايف أحمد المرضي (ولد في 6 أكتوبر 1993) هو لاعب كرة قدم أردني يلعب مع الحسين اربد.

## المسيرة الدولية
لعب المرضي أول مباراة له مع منتخب الأردن الأول لكرة القدم ضد قيرغيزستان في 3 سبتمبر 2015 بتصفيات كأس العالم 2018، والتي انتهت بالتعادل 0–0.

## الأهداف الدولية

### مع منتخب تحت 23 سنة
| # | التاريخ        | المكان  | الخصم          | التسجيل | النتيجة | المنافسة                                     |
| - | -------------- | ------- | -------------- | ------- | ------- | -------------------------------------------- |
| 1 | 22 يوليو 2014  | عمان    | إيران          | 2–2     | تعادل   | ودية                                         |
| 2 | 30 أغسطس 2014  | عمان    | أوزبكستان      | 2–1     | فوز     | ودية                                         |
| 3 | 25 سبتمبر 2014 | إنتشيون | قرغيزستان      | 2–0     | فوز     | كرة القدم في دورة الألعاب الآسيوية 2014      |
| 4 | 31 ديسمبر 2014 | عمان    | عمان           | 1–0     | فوز     | ودية                                         |
| 5 | 6 مارس 2015    | الشارقة | كوريا الشمالية | 2–2     | تعادل   | ودية                                         |
| 6 | 16 مايو 2015   | العين   | باكستان        | 5–0     | فوز     | تصفيات بطولة آسيا تحت 23 سنة لكرة القدم 2016 |
| 7 | 16 مايو 2015   | العين   | باكستان        | 5–0     | فوز     | تصفيات بطولة آسيا تحت 23 سنة لكرة القدم 2016 |
| 8 | 18 مايو 2015   | العين   | قرغيزستان      | 4–0     | فوز     | تصفيات بطولة آسيا تحت 23 سنة لكرة القدم 2016 |

## وصلات خارجية
- محمود المرضي على موقع قاعدة بيانات كرة القدم.إي يو (الإنجليزية)
- محمود المرضي على موقع ناشيونال فوتبول تيمز (الإنجليزية)
- محمود المرضي على موقع Soccerway.com (الإنجليزية)
- محمود المرضي على موقع كووورة